# SRC Biljanini Izvori
Das SRC Biljanini Izvori (deutsch Sport- und Erholungszentrum Biljanini Quellen) ist ein Fußballstadion in der nordmazedonischen Stadt Ohrid im Südwesten des Landes. Die Sportstätte bietet Platz für 3980 Zuschauer. Es wird vom FK Ohrid, dem FK Voska Sport und dem ŽFK Biljanini Izvori als Heimspielstätte genutzt.

## Geschichte
Das Stadion wurde im Jahr 1978 erbaut und im Jahr 2021 noch einmal erweitert.

### Länderspiele
2021 bestritt die nordmazedonische Fußballnationalmannschaft der Frauen im Stadion von Ohrid ein Qualifikationsspiel für die Weltmeisterschaft 2023 gegen Luxemburg. 
- 26. Okt. 2021:  Nordmazedonien –  Luxemburg 2:3 (1:1) (Qualifikation zur WM 2023)

## Anlage
Nebst dem Rasenplatz gibt es auch noch eine Sporthalle sowie mehrere Tennis- und Basketballplätze.